# Scythris heinemanni
Scythris heinemanni là một loài bướm đêm trong họ Scythrididae.
Sải cánh dài khoảng 15 mm. Nó được tìm thấy ở mainland of Pháp và Ý.
Con trưởng thành bay vào tháng 6, tháng 7 và tháng 8.
Ấu trùng ăn Origanum vulgare và Silene nutans.

## Hình ảnh

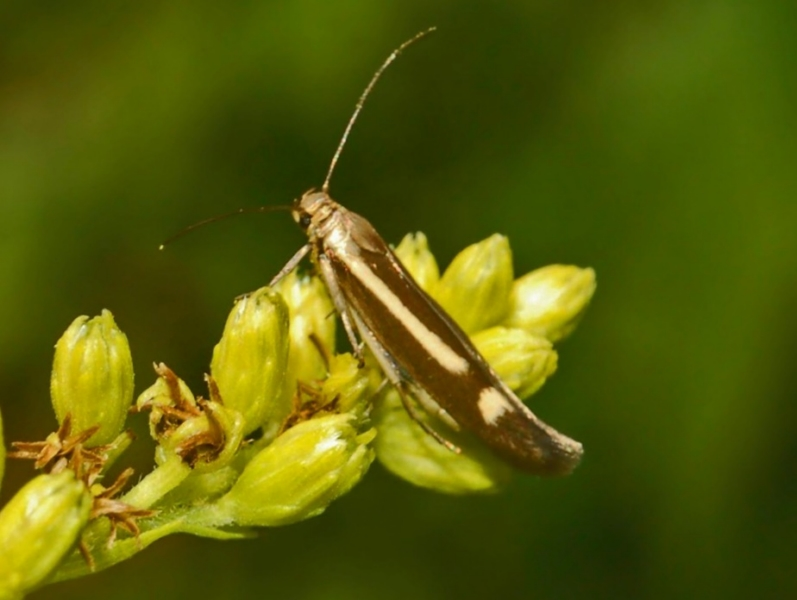